# Costa Esmeralda

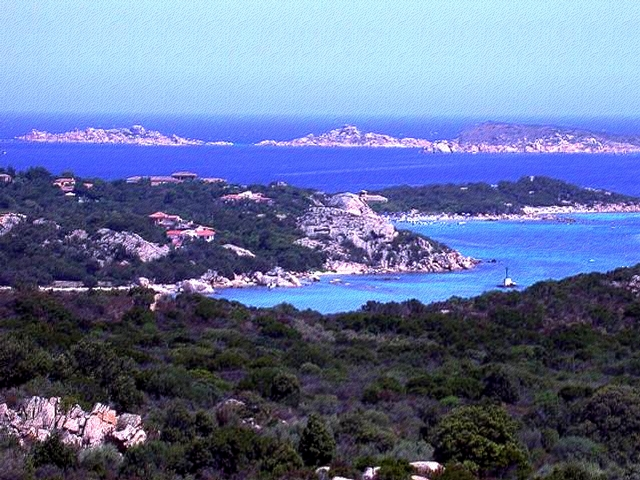
Vista da Costa Esmeralda, na Sardenha

O termo Costa Esmeralda (Monti di Mola em galurês, que significa monte de pedra de amolar) foi cunhado na década de 60, indicando uma faixa costeira da Gallura, na província de Ólbia-Tempio, na Sardenha.
A região turística, incluindo na cidade de Arzachena, se estende ao longo de 88 km de costa e é caracterizada por enseadas, pequenas praias, próxima a várias ilhas, incluindo o arquipélago da Maddalena. A área era quase desabitada até a primeira metade do século XX até que, em 1962, foi criado o Consorzio Costa Smeralda pelo príncipe Karim Aga Khan Ismaili.  Em pouco tempo o local passou a ser frequentado pela alta sociedade e entrou no circuito do jet set internacional.
Porto Cervo é o coração da Costa Esmeralda, onde também estão todos os serviços e muitas outras áreas residenciais e comerciais, como Romazzino, Cala di Volpe, Piccolo Pevero, Pevero Golf, Pantogia e Liscia di Vacca.
Mesmo fora do Consorzio Costa Esmeralda, a região situada entre Porto Cervo e Cala di Volpe, também desenvolveu uma área comercial e residencial chamada Abbiadori. Embora não seja formalmente em Costa Esmeralda, Poltu Quatu, Baja Sardinia, Cannigione e Porto Rotondo são associadas às vezes com ela devido à proximidade.
Nas águas da Costa Esmeralda está localizada uma agência internacional de pesquisa sobre os golfinhos, a Bottlenose Dolphin Research Institute (Instituto de Pesquisa Aplicada em golfinhos) onde desenvolve atividades visando a preservação da espécie.